# Meisengeige

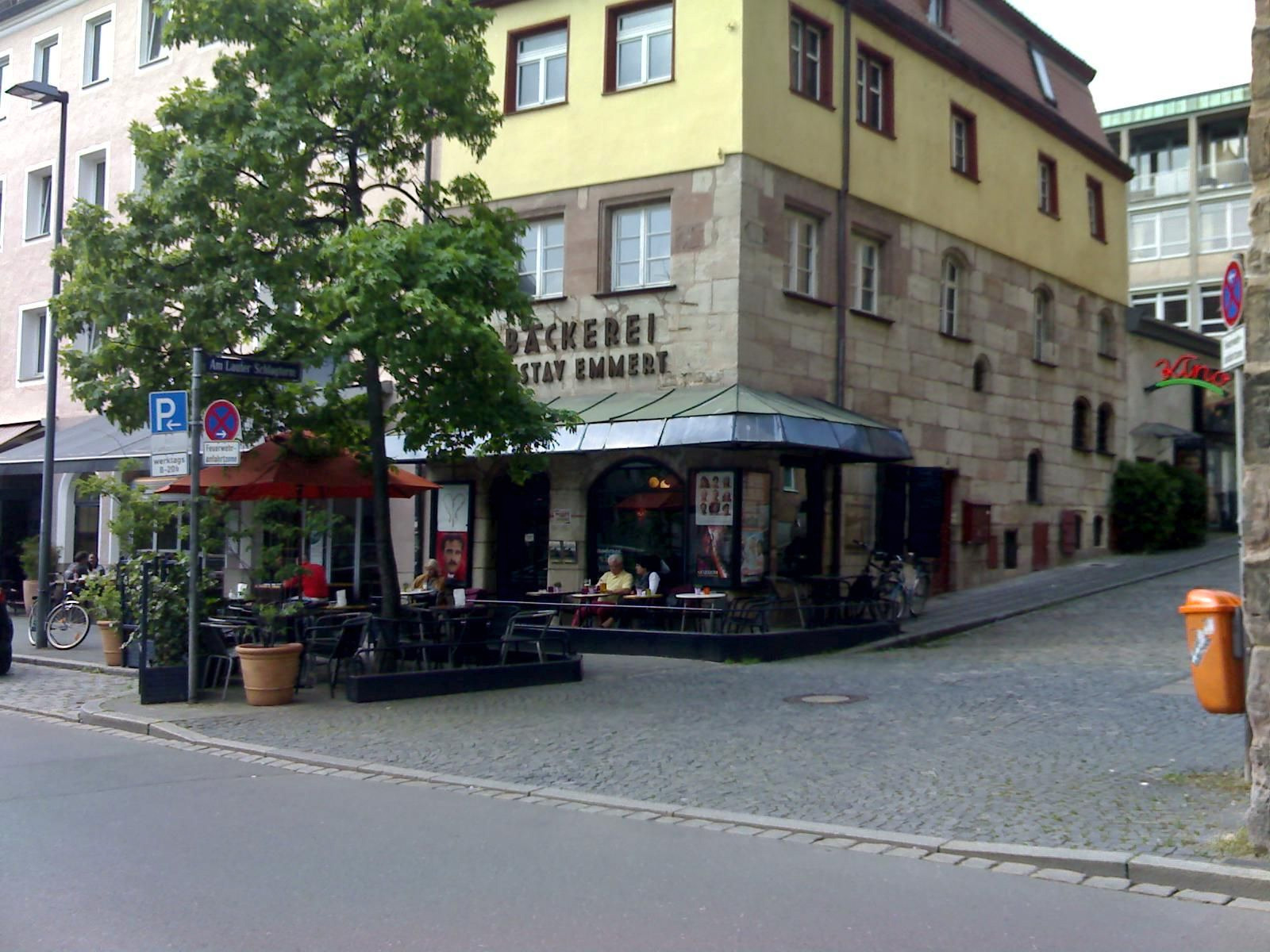
Meisengeige, 2014

Die Meisengeige, auch Geige oder Meigei genannt, ist ein Nürnberger Programmkino mit Kneipe und Cafébetrieb. Es war das erste Kinoprojekt der Gebrüder Weber, das mit dem Kinozentrum Cinecittà seinen vorläufigen Höhepunkt erreichte. Die Meisengeige wurde 1970 gegründet. Im Bereich Programmkino kam ihr zum damaligen Zeitpunkt deutschlandweit eine Vorreiterrolle zu. Innerhalb der Nürnberger Kino- und Kneipenlandschaft positionierte sie sich als erstes Programmkino und wohl auch als erste Szenenkneipe. Die Meisengeige hat durch ihr Konzept, anspruchsvolle Filme anzubieten und gleichzeitig Diskussionsmöglichkeiten zum Filmgeschehen bereitzustellen, neue Wege eröffnet, Kino zu erleben.

## Geschichte
Die Meisengeige wurde 1970 von den Brüdern Eckhard, Wolfram und Frank Weber als Programmkino mit Kneipe gegründet. Kino und Kneipe sind in den in der Nürnberger Altstadt gelegenen denkmalgeschützten Räumlichkeiten der ehemaligen Bäckerei Emmert untergebracht. Der Schriftzug aus Holzbuchstaben „Bäckerei Emmert“ ist heute noch an der Fassade vorhanden. Das Kino, in der vormaligen Backstube eingerichtet, hielt damals 60 Sitzplätze bereit, eine Galerie existierte noch nicht. Der Ausschank befand sich am heutigen Kassenpult. Die Innenausstattung wurde von den Gebrüdern Weber meist auf Flohmärkten in Paris und Berlin erstanden und eigenhändig eingebaut. So entstammen beispielsweise die Sitzbänke ausrangierten Linienbussen der Stadt Berlin.
Zwischen 1971 und 1972 fand der erste und bis 2013 einzige Umbau in der Geschichte der Meisengeige statt. Das Kino wurde um einen Saal erweitert, das Kino 1 erhielt eine Rauchergalerie. Die Kneipe wurde vergrößert und mit einem Tresen ausgestattet.
Im Jahr 1973 wurde die Meisengeige in ein Projekt des Volkshochschuldirektors Gerhard Mammel integriert, das kommunal finanzierte Filmarbeit in Nürnberg begründete. Er initiierte Treffen zwischen den Brüdern Weber und Dozenten des Bildungszentrums, mit dem Ergebnis, dass jeden Montag in der Meisengeige Seminare zu Filmthemen stattfanden. So wurde beispielsweise der Heimatfilm, das Nazikino oder der Krimi behandelt. Diese Kooperation führte zur Entstehung des Filmhauses, das die Stadt als kommunaler Träger im KunstKulturQuartier mittlerweile selbst betreibt.
Vom 10. bis 11. September 2010 fand eine Jubiläumsfeier zum 40-jährigen Bestehen statt. Zu diesem Anlass wurden u. a. Kultfilme der vergangenen 40 Jahre gezeigt, wie Harold & Maude, Easy Rider und die Rocky Horror Picture Show.
2013 stand der Weiterbetrieb der Meisengeige in Frage, da nach einer Änderung der Bayerischen Bauordnung bezüglich Brandschutzbestimmungen eine Summe von ungefähr 250.000 Euro an Renovierungsbedarf im Raum stand. Freunde des Kinos initiierten daraufhin am  26. September 2013 auf der Peititionsplattform Change.org einen Appell zum Erhalt der Meisengeige. Das Aus der Meisengeige bedeute eine Lücke im Nürnberger Kulturleben, die sich nicht schließen lasse, so die Initiatoren. Ein Treffen zwischen dem Betreiber Wolfram Weber und der Nürnberger Bauordnungsbehörde ergab, dass der Weiterbetrieb des Kinos auch zu deutlich geringeren Kosten möglich ist. Diese Investition wird von der Betreiberfirma aufgebracht. Die Vermieterin zeigte sich ebenfalls einverstanden. Außer den brandschutzbaulichen Maßnahmen wurde ein neuer Linoleumboden verlegt und beide Kinosäle mit breiteren Polstersesseln ausgestattet. Oberbürgermeister Ulrich Maly zeigte sich erfreut, dass der Weiterbetrieb der Meisengeige gewährleistet ist. Sie gehört,so Oberbürgermeister Maly, zu Nürnberg wie der Christkindlesmarkt.

## Programmausrichtung
Die Filme, die in der Anfangszeit der Meisengeige das Programm bestimmten, hoben sich fundamental vom Angebot anderer Kinos der Nürnberger Szene ab. So gehörten Filme von William Klein, Akira Kurosawa oder Jean-Luc Godard zum Repertoire. Kultfilme von Fassbinder und Polanski hatten hier teilweise Premiere. Eingesetzt wurde damals ein 16-Millimeter-Projektor. Zum Stil des Hauses gehörte auch die Möglichkeit, sich während der Vorführungen zu verköstigen. Typisch hierfür waren mit Gürkchen belegte Schmalz- und Leberwurstbrote, die zu Bier, Rotwein oder anderen Getränken verzehrt wurden. Auch das Rauchen war damals im Kino noch erlaubt. Dies förderte intensive Diskussionen zum Filmgeschehen, was den Interessen des damaligen Publikums entsprach: „Kommunikation, die mit Getränken besser geschmiert lief, und Kultur, möglichst komplex, möglichst strittig. Wir wollten schließlich lange über Filme diskutieren“.
Andere Kinobetreiber der Stadt sahen in der Meisengeige missliebige Konkurrenz und schalteten das Fachblatt der Filmwirtschaft ein, das die Meisengeige als unseriös deklarierte. Herbert Heinzelmann, damals Jungkritiker bei der Nürnberger Zeitung, wurde gemäß eigener Angaben, nach positiven Kritiken mit Hausverboten in den etablierten Kinos der Stadt bedroht. Im Jahr 1974 wurde das Programm der Meisengeige mit 20.000 Mark Bundesprämie ausgezeichnet. Die Meisengeige ist ihrer ursprünglichen Ausrichtung als Programmkino treu geblieben und verfügt seit 2008 über DCI Hollywood Standard, was als Alleinstellungsmerkmal für Programmkinos in Deutschland gewertet wird. Das Kneipenangebot hat sich seit der Gründungszeit kaum verändert. Schmalzbrote, Kuchen am Sonntag und regionale Biersorten runden nach wie vor das Angebot ab.